# Pháo đài Amer

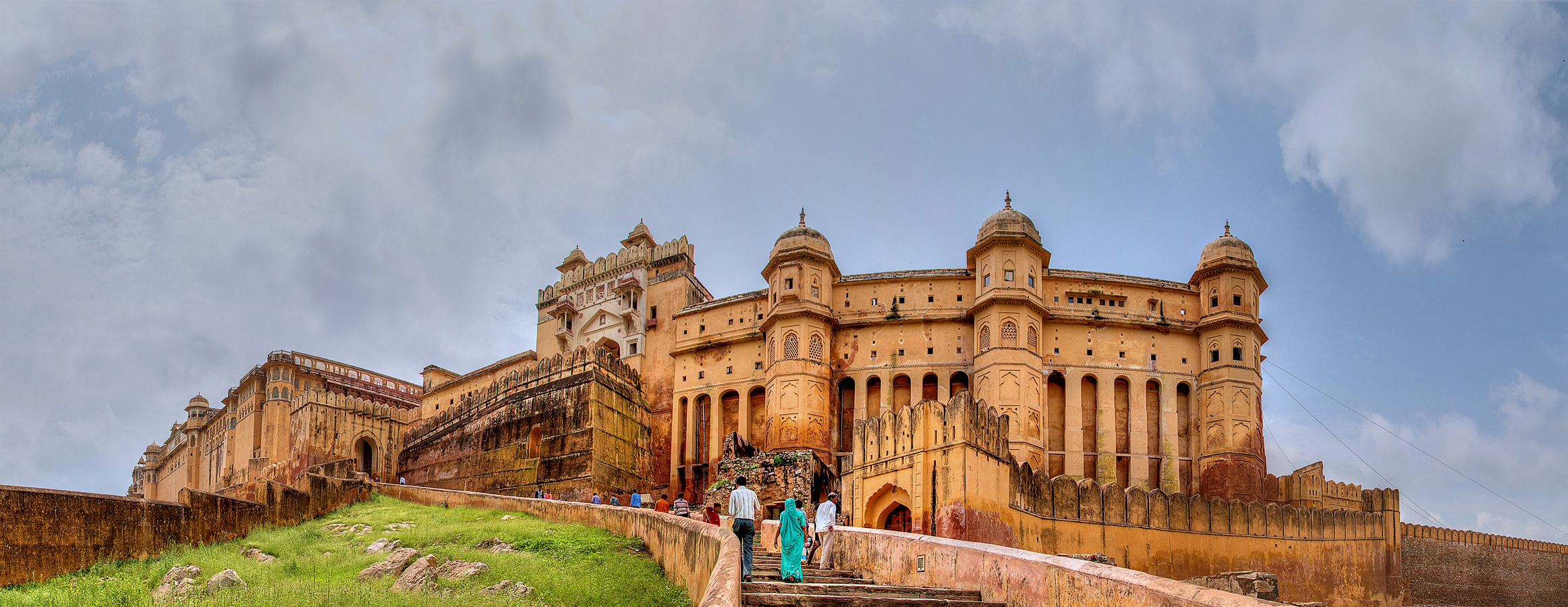
Tầm nhìn toàn cảnh cung điện Amer.

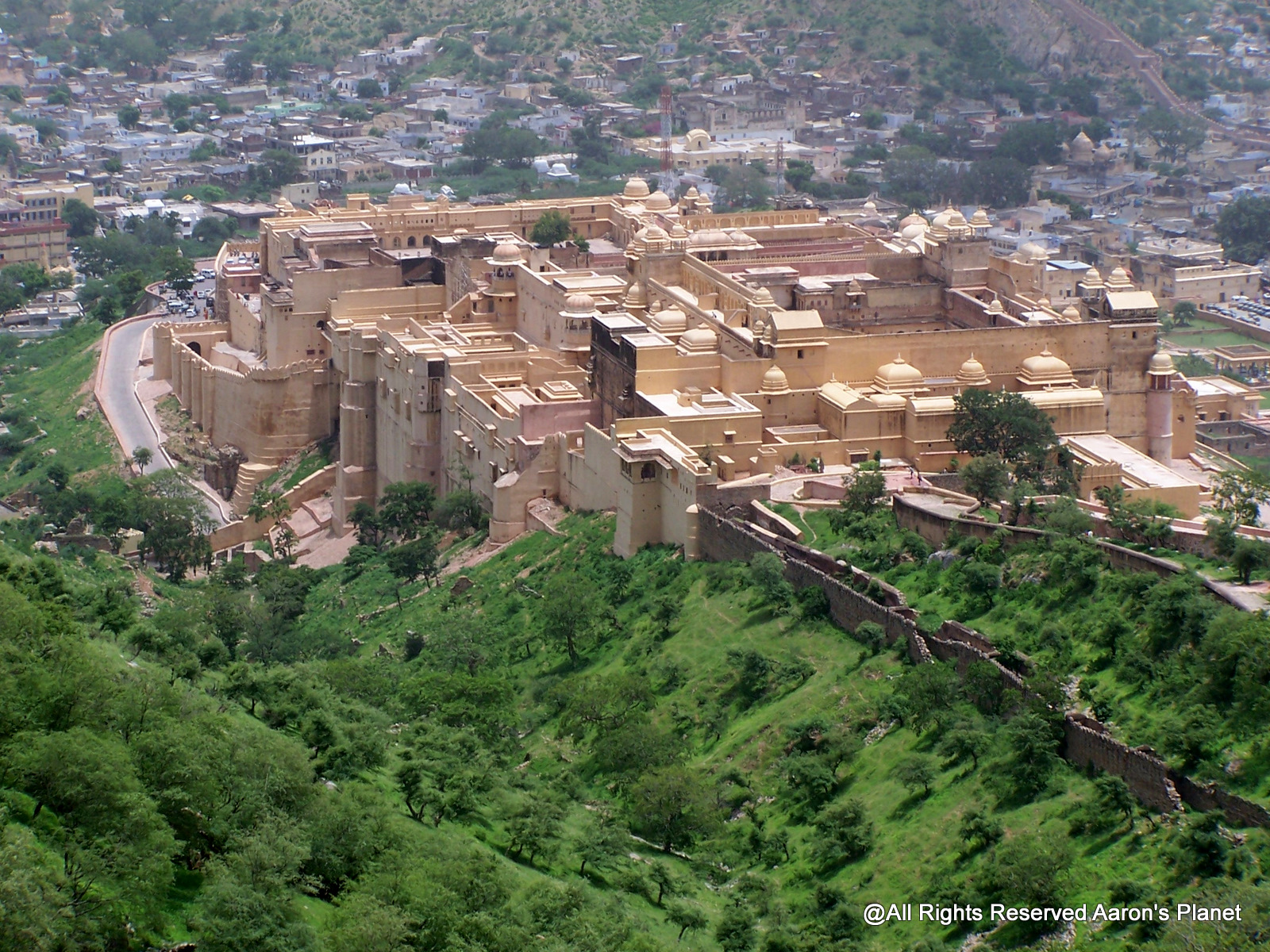
Pháo đài Amber

Pháo đài Amer là một pháo đài nằm ở Amer, Rajasthan, Ấn Độ. Amer là một thị trấn với diện tích 4 kilômét vuông (1,5 dặm vuông Anh) nằm cách Jaipur, thủ phủ của Rajasthan 11 kilômét (6,8 mi). Nằm trên một ngọn đồi, đây là điểm thu hút khách du lịch chính ở Jaipur. Thị trấn Amer được xây dựng bởi bộ tộc Meenas, và sau đó nó được cai trị bởi Raja Man Singh I (21 tháng 12 năm 1550 - ngày 6 tháng 7 năm 1614). Pháo đài Amer được biết đến với các yếu tố nghệ thuật Ấn Độ giáo. Với những thành lũy lớn và hàng loạt cửa ngõ và những lối đi lát đá, pháo đài nhìn ra Hồ Maota, là nguồn cung cấp nước chính cho cung điện Amer.
Được xây dựng bằng đá sa thạch và cẩm thạch, cung điện sang trọng, quyến rũ được xây dựng có bốn tầng, mỗi tầng đều có sân. Nó bao gồm Diwan-i-Aam, hay "Hall of Public Audience", Diwan-i-Khas, hay "Hall of Private Audience", Sheesh Mahal (cung điện gương), hay Jai Mandir, và Sukh Niwas nơi có một khí hậu mát mẻ được tạo ra một cách nhân tạo bởi những cơn gió thổi qua một thác nước bên trong cung điện. Do đó, Pháo đài Amer cũng được biết đến với cái tên Cung điện Amer. Cung điện là nơi cư trú của Rajput Maharajas và gia đình của họ. Tại lối vào cung điện gần Cổng Ganesh của pháo đài, có một đền thờ dành cho Shila Devi, một nữ thần của bộ lạc Chaitanya, được trao cho Raja Man Singh khi ông đánh bại Raja của Jessore, Bengal năm 1604. (Jessore là bây giờ ở Bangladesh).
Cung điện này, cùng với pháo đài Jaigarh, nằm ngay phía trên Cheel ka Teela ở cùng một dãy núi Aravalli. Cung điện và pháo đài Jaigarh được coi là một phức hợp, vì cả hai đều được kết nối bằng một hành lang ngầm. Hành lang này là một con đường cho phép các thành viên hoàng gia và những người khác trong pháo đài Amer chuyển sang pháo đài Jaigarh khi gặp chiến tranh. Tham quan du lịch hàng năm của Cung điện Amer được báo cáo bởi Sở Khảo cổ học và Bảo Tàng với 5.000 khách mỗi ngày, với 1.4 triệu du khách trong năm 2007. Tại kỳ họp thứ 37 của Ủy ban Di sản Thế giới tổ chức tại Phnôm Pênh, Campuchia, năm 2013, Pháo đài Amer, cùng với năm pháo đài khác của Rajasthan, được tuyên bố là Di sản Thế giới của UNESCO là một phần của nhóm đồi pháo đài Rajasthan.

## Từ nguyên
Amber, hay Amer, lấy tên của nó từ đền Ambikeshwar, được xây dựng trên đỉnh Cheel ka Teela. Ambikashwara là tên địa phương của thần Shiva. Tuy nhiên, văn hoá dân gian cho thấy pháo đài lấy tên từ Amba, nữ thần Durga.

## Địa lý
Cung điện Amer nằm trên một ngọn đồi, nhô vào hồ Maota gần thị trấn Amer, cách thành phố Jaipur, thủ phủ của Rajasthan, khoảng 11 km (6,8 dặm). Cung điện này gần Quốc lộ 11C đến Delhi. Một con đường 4WD hẹp dẫn đến cổng vào, được gọi là Suraj Pol (cổng Mặt trời) của pháo đài. Có thể cưỡi voi qua cổng này.

## Lịch sử

### Lịch sử ban đầu

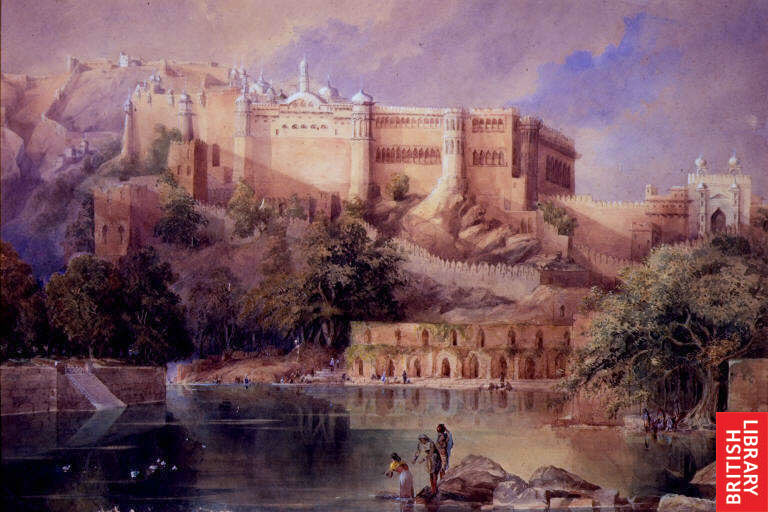
Một góc của pháo đài tại Amer ở Rajasthan; tranh màu nước của William Simpson, 1860

Việc định cư tại Amer được thành lập bởi Raja Alan Singh, một nhà cai trị từ dòng họ Chanda của bộ tộc Meenas năm 967. Pháo đài Amer, như hiện nay, đã được xây dựng trên những tàn dư của cấu trúc trước đó dưới thời trị vì của Raja Man Singh, vua Kachwaha của Amer. Cấu trúc được mở rộng hoàn toàn bởi hậu duệ của ông, Jai Singh I. Thậm chí sau này, pháo đài đã trải qua những cải tiến và bổ sung bởi các nhà cai trị kế tiếp trong 150 năm sau đó, cho đến khi Kachwahas chuyển thủ phủ của họ đến Jaipur trong thời Sawai Jai Singh II, năm 1727.

### Tiếp quản pháo đài bởi Kachwahas
Đẳng cấp Rajput đầu tiên được bắt đầu bởi Raja Kakil Dev khi Amber trở thành thủ phủ vào năm 1036 trên pháo đài Jaigarh ngày nay tại Rajasthan. Phần lớn các toà nhà hiện tại của Amber được bắt đầu hoặc mở rộng dưới thời trị vì của Raja Man Singh I vào những năm 1600. Trong số các tòa nhà chính là Diwan-i-Khas ở cung điện Amber của Rajasthan và Ganesh Poll được xây dựng bởi Mirza Raja Jai Singh I.
Cung điện Amer hiện nay, được tạo ra vào cuối thế kỷ 16, như một cung điện là nơi ở của các nhà cai trị. Cung điện lâu đời, được biết đến với cái tên Kadimi Mahal là cung điện lâu đời nhất ở Ấn Độ. Cung điện cổ này nằm trong thung lũng phía sau cung điện Amer.
Amer được biết đến trong thời trung cổ là Dhundar (nghĩa là núi hiến tế ở biên giới phía tây) và được Kachwaha trị vì từ thế kỷ 11 trở đi - khoảng năm 1037 - 1727, cho đến khi thủ phủ được chuyển từ Amer đến Jaipur. Lịch sử của Amer gắn liền với những nhà cai trị này khi họ thành lập đế chế của họ tại Amer.
Nhiều cấu trúc cổ xưa của thời kỳ Trung cổ của Meenas đã bị phá hủy hoặc thay thế. Tuy nhiên, lâu đài ấn tượng thế kỷ 16 của Pháo đài Amer và khu phức hợp cung điện bên trong nó được xây dựng bởi Rajput Maharajas được bảo tồn tốt.

## Bố trí

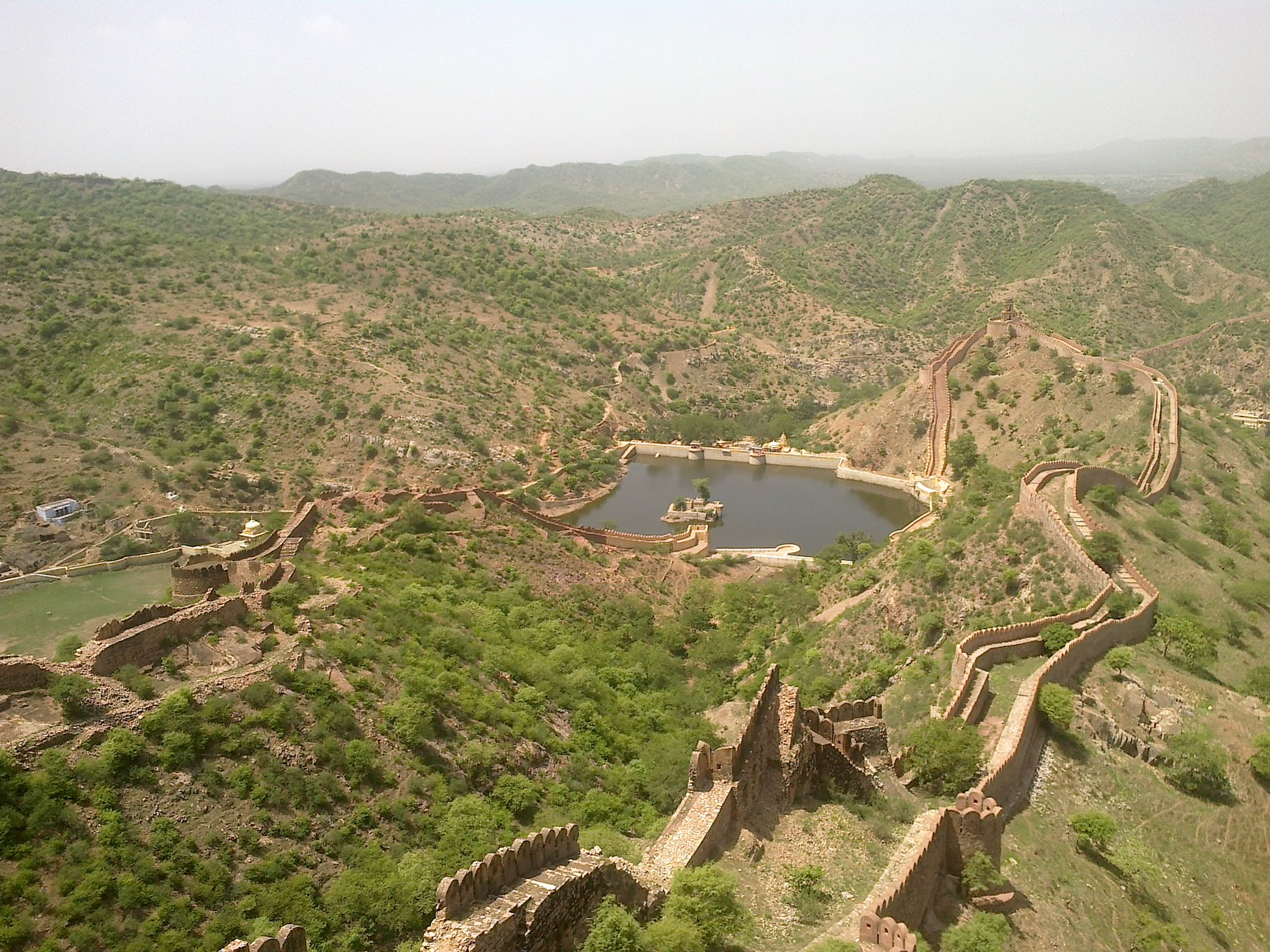

Cung điện được chia thành sáu phần riêng biệt nhưng đều có lối vào và sân nhỏ. Lối vào chính là qua Suraj Pol (cổng Mặt trời). Đây là nơi mà quân đội sẽ tổ chức các cuộc diễu hành chiến thắng với chiến lợi phẩm từ chiến tranh khi họ trở về từ các trận đánh, cũng như những phụ nữ của gia đình Hoàng gia qua các cửa sổ lót bằng gỗ. Cổng này được xây dựng độc quyền và được cung cấp với những người bảo vệ vì nó là lối vào chính vào cung điện. Nó hướng về phía đông về phía mặt trời mọc, do đó có tên "Sun Gate". Các cuộc biểu diễn Hoàng gia và những người có chức tước cao bước vào cung điện qua cổng này.
Jaleb Chowk là một cụm từ tiếng Ả Rập có nghĩa là một nơi để lính tập hợp. Đây là một trong bốn sân của Cung điện Amer, được xây dựng trong thời trị vì của Sawai Jai Singh (1693-1743). Các vệ sĩ cá nhân của Maharaja tổ chức diễu hành ở đây dưới sự chỉ huy của chỉ huy quân đội hoặc Fauj Bakshi. Maharaja thường kiểm tra đội ngũ bảo vệ. Bên cạnh sân là những chuồng ngựa, với những căn phòng cấp trên có bảo vệ.

### Sân thứ nhất

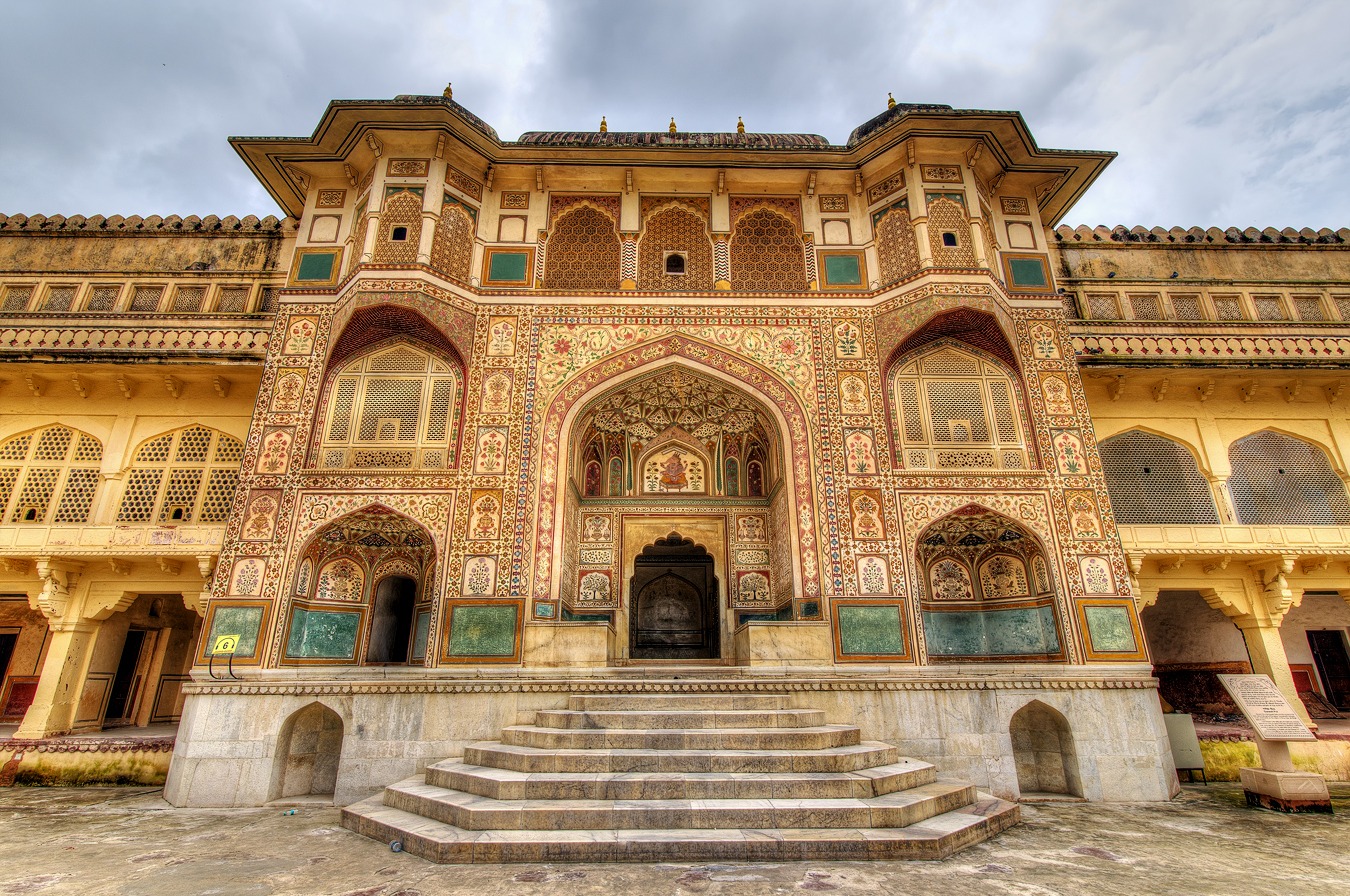
Lối vào Ganesh Pol

Một cầu thang ấn tượng từ Jalebi Chowk dẫn vào cung điện chính. Ở đây, ở lối vào bên phải bậc cầu thang là đền Sila Devi, nơi Rajput Maharajas thờ cúng, bắt đầu với Maharaja Mansingh trong thế kỷ 16 cho đến những năm 1980, khi nghi lễ hiến tế động vật (giết một con trâu) do hoàng gia thực hiện đã bị dừng.
Ganesh Pol, hoặc Cổng Ganesh, được đặt theo tên của vị thần Hindu Lord Ganesha, người đã loại bỏ mọi trở ngại trong cuộc đời, là lối vào các cung điện riêng của Maharajas. Đây là một cấu trúc ba cấp với nhiều bức tranh tường cũng được xây dựng theo lệnh của Mirza Raja Jai Singh (1621-1627). Phía trên cánh cổng này là Suhag Mandir, nơi các quý cô của gia đình hoàng gia thường xem các cuộc diễu hành được tổ chức tại Diwan-i-Aam qua các cửa sổ.
Đền Sila Devi

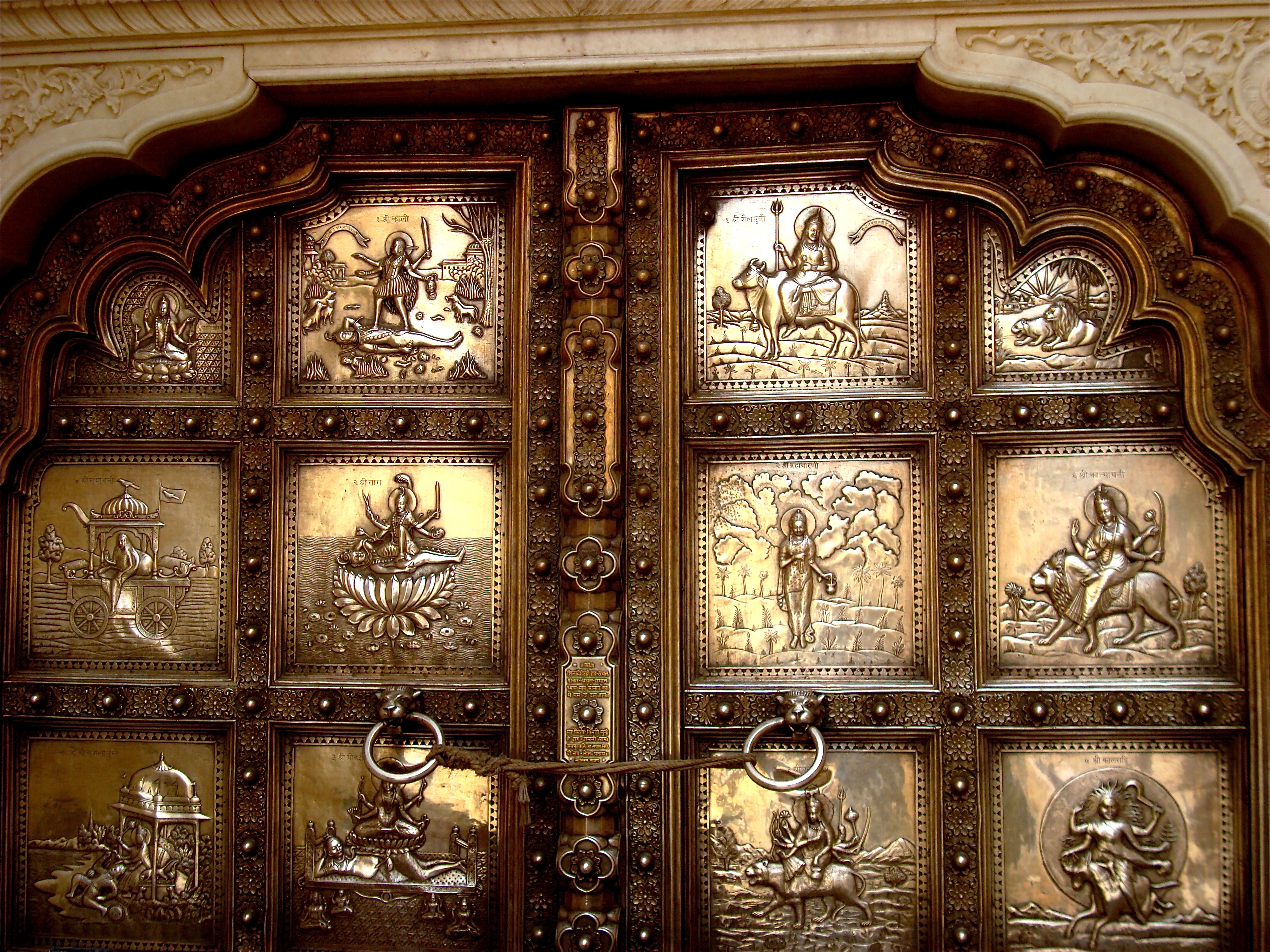
Hai cánh cửa bằng bạc ở lối vào đền Sila Devi

Ở bên phải của Jalebi Chowk có một ngôi đền nhỏ nhưng là một ngôi đền sang trọng được gọi là đền Sila Devi (Sila Devi là hóa thân của Kali hoặc Durga). Lối vào đền thờ là thông qua một cánh cửa đôi bao phủ bằng bạc với chạm khắc nổi lên. Thần chính bên trong nhà thờ được phòng ngự bởi hai sư tử làm bằng bạc. Truyền thuyết cho rằng việc xây dựng của vị thần này là Maharaja Man Singh đã được ban phước lành từ Kali cho chiến thắng trong cuộc chiến chống lại Raja của Jessore ở Bengal. Nữ thần đã chỉ thị cho Raja, trong một giấc mơ, lấy hình ảnh của cô ấy ra khỏi đáy biển và xây dựng và tôn sùng nó. Raja, sau khi thắng trận Bengal năm 1604, ông đã thờ phụng trong đền thờ và gọi nó là Sila Devi khi nó được chạm trổ từ một tấm đá duy nhất. Tại lối vào đền thờ, cũng có một khắc của Chúa Ganesha, được làm từ một phần của san hô.
Một phiên bản khác của việc xây dựng Sila Devi là Raja Man Singh, sau khi đánh bại Raja of Jessore, đã nhận được một món quà của một phiến đá đen được cho là có liên kết đến câu chuyện sử thi Mahabharata, trong đó Kamsa đã giết chết anh chị em ruột của Chúa Krishna trên đá này. Để đổi lấy món quà này, Man Singh đã trả lại vương quốc mà ông đã dành cho Raja của Bengal. Đá này sau đó được sử dụng để khắc hình của Durga Mahishasuramardini, người đã giết chết quỷ vua Mahishasura, và chạm khắc nó trong đền của pháo đài như Sila Devi. Từ đó Sila Devi được thờ cúng như là vị thần dòng truyền thừa của gia đình Rajput ở Jaipur. Tuy nhiên, gia tộc của họ vẫn tiếp tục là Jamva Mata của Ramgarh.
Một thực tế khác liên quan đến ngôi đền này là lễ nghi tôn giáo của lễ tế sinh trong lễ hội Navrathri (một lễ hội kéo dài 9 ngày được tổ chức hai lần một năm). Thực tế là phải giết một con trâu và con dê vào ngày thứ tám của lễ hội ở phía trước đền thờ, sẽ được thực hiện trong sự hiện diện của gia đình hoàng gia, được theo dõi bởi một đám đông lớn những người mộ đạo. Nghi lễ này đã bị cấm theo luật từ năm 1975, sau đó nghi lễ đã được tổ chức trong khuôn viên cung điện ở Jaipur, đúng như một sự kiện riêng với chỉ có thân nhân gần gũi của gia đình hoàng gia được xem. Tuy nhiên, bây giờ nghi lễ giết động vật đã được hoàn toàn dừng lại tại các cơ sở đền thờ và vật dâng hiến cho nữ thần chỉ là thức ăn chay.

### Sân thứ hai
Khoảng sân ở tầng hai, đi lên từ sân tầng một qua cầu thang chính, tên là Diwan-i-Aam hoặc Public Audience Hall. Được xây với 2 hàng cột, Diwan-i-Aam là một cái bục được nâng đỡ bởi 27 hàng cột đỡ khác có hình voi ở đầu, với những mái hiên ở trên đó. Đúng như cái tên, vua chọn nơi này để lắng nghe thỉnh cầu của công chúng.

### Sân thứ ba

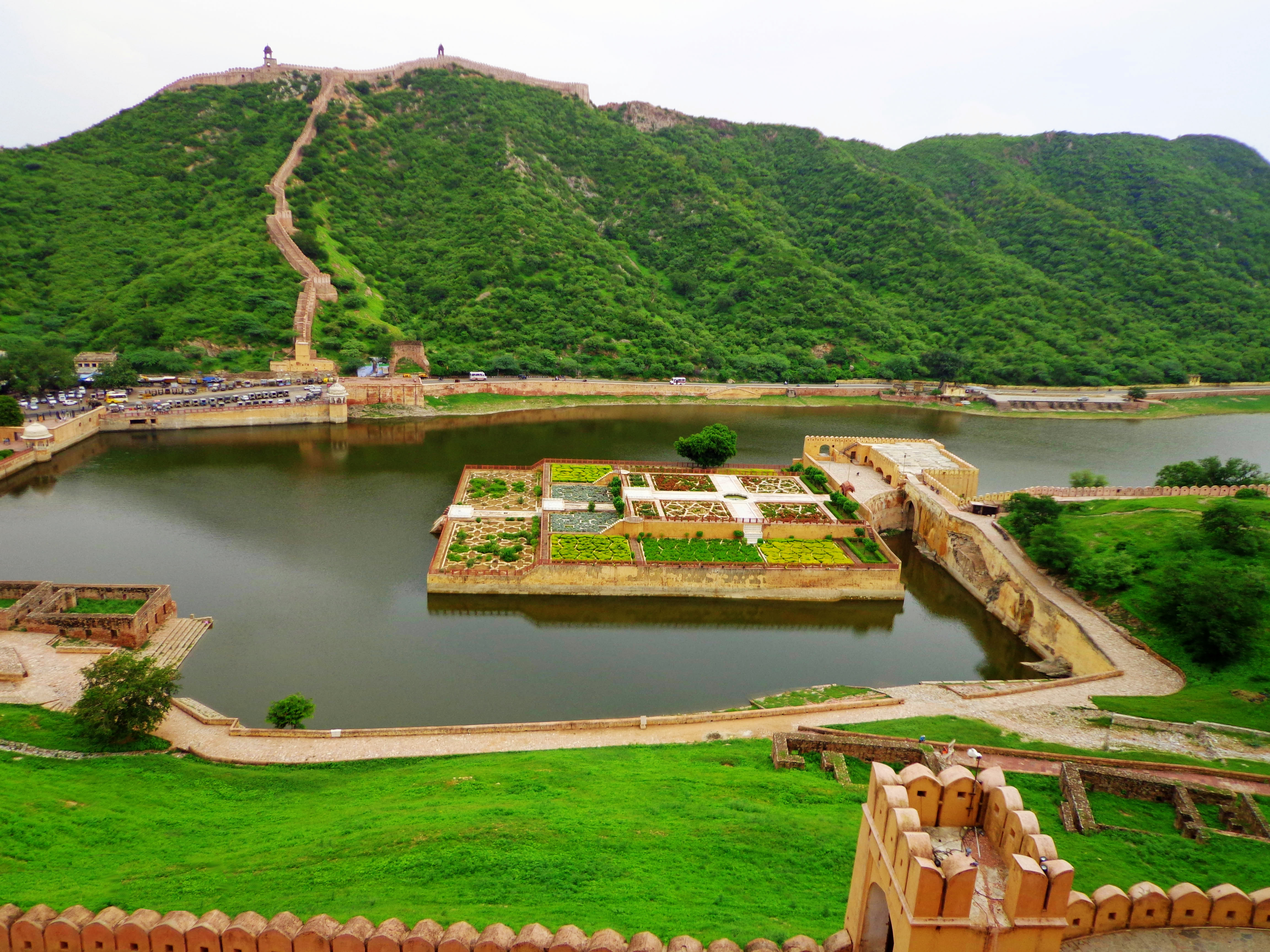
Hồ Maota and Kesar Kyari (Saffron Garden).

Sân thứ ba là nơi riêng tư của Maharaja, gia đình và những người phục vụ của ông ta. Sân này được đi vào thông qua Cổng Ganesh, được trang trí bằng tranh khảm và tác phẩm điêu khắc. Tại đây có hai tòa nhà, đối diện nhau, được ngăn cách bởi một khu vườn gọi là Vườn Mughal. Tòa nhà phía bên trái cổng vào được gọi là Jai Mandir, được trang trí tinh xảo với các tấm lát kính và trần nhà được phủ kín nhiều gương. Các gương có hình lồi và được thiết kế với lá màu và sơn màu sáng lấp lánh dưới ánh nến vào thời điểm nó được sử dụng. Còn được gọi là Sheesh Mahal (cung điện gương), các bức tranh khảm nhân tạo và kính màu là một "hộp đèn lấp lánh trong ánh nến nhấp nháy". Sheesh Mahah được xây dựng bởi vua Man Singh vào thế kỷ 16 và hoàn thành năm 1727. Đây cũng là năm thành lập của bang Jaipur. Tuy nhiên, phần lớn công trình này đã bị hư hại trong giai đoạn 1970 — 1980 nhưng sau đó nó đã được khôi phục và đổi mới. Các bức tường xung quanh tòa nhà được cham khắc bằng đá cẩm thạch. Tòa nhà tạo ra khung cảnh mê hoặc của Hồ Maota.
Tòa nhà kia đối diện với Mandir Jai và được gọi là Sukh Niwas hoặc Sukh Mahal. Lối vào thông qua một cửa gỗ đàn hương có chạm khắc cẩm thạch với các lỗ khoan. Nước cấp qua đường ống chảy qua một kênh hở chạy qua tòa nhà này giữ cho môi trường mát mẻ, như trong môi trường điều hòa không khí. Nước từ kênh này chảy vào trong vườn.
Magic flower
Một điểm thu hút đặc biệt ở đây là "Magic flower" khắc bằng đá cẩm thạch ở chân một trong những trụ cột xung quanh cung điện gương mô tả hai con bướm bay lượn; hoa có bảy kiểu dáng độc đáo bao gồm một cái đuôi cá, hoa sen, rắn hổ mang đội mũ trùm đầu, thân voi, đuôi sư tử, bắp ngô và bọ cạp, mỗi một trong số đó có thể nhìn thấy bằng cách đặc biệt của một phần che giấu bảng bằng tay.
Cung điện của Man Singh I

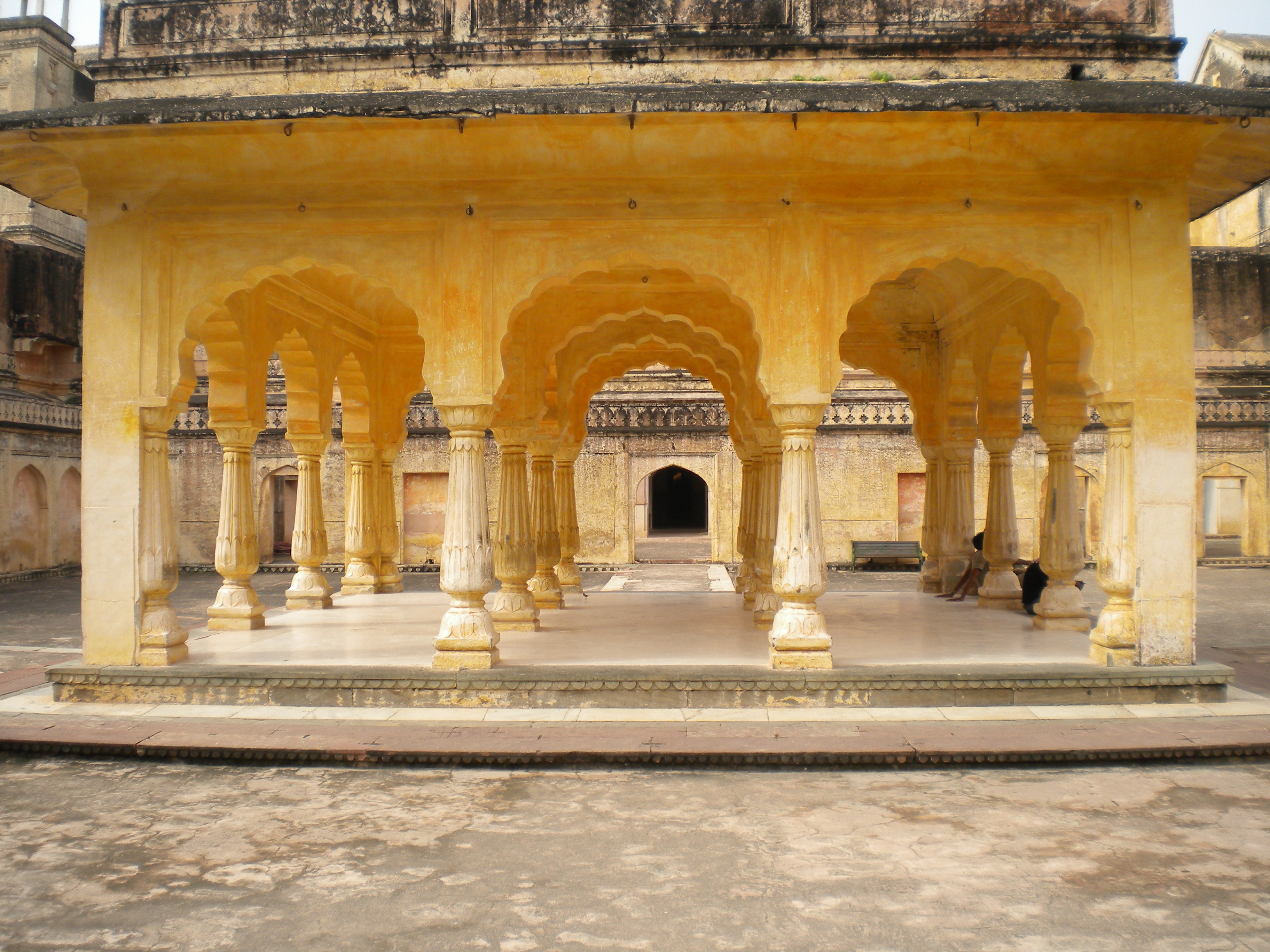
Rạp Baradari tại quảng trường Man Singh I Palace.

Ở phía nam của sân này là Cung điện Man Singh I, là phần lâu đời nhất của cung điện. Cung điện mất 25 năm để xây dựng và hoàn thành vào năm 1599 dưới thời trị vì của Raja Man Singh I (1589-1614). Đây là cung điện chính. Trong sân trung tâm của cung điện là trụ cột hoặc rạp Baradari; các bức bích họa và gạch màu trang trí các căn phòng trên mặt đất và tầng trên. Rạp này (trước đây được sử dụng để bảo vệ sự riêng tư) đã được hoàng hậu sử dụng làm địa điểm họp. Tất cả các bên của rạp này được kết nối với một số phòng nhỏ với ban công mở. Lối ra từ cung điện này dẫn đến thị trấn Amer, một thị trấn với nhiều đền, nhà và giáo đường Hồi giáo tráng lệ.
Khu vườn
Khu vườn, nằm giữa Mandir Jai ở phía đông và Sukh Niwas ở phía tây, cả hai đều được xây dựng trên nền cao ở sân thứ ba, được xây dựng bởi Mirza Raja Jai Singh (1623-1668). Nó được trang hoàng trên các đường của Chahar Bagh hoặc Vườn Mughal. Nó nằm chòm dưới nước, được tạo hình bằng thiết kế lục giác. Nó được chia ra bởi các rãnh hẹp lót bằng đá cẩm thạch xung quanh một hồ bơi hình sao với một đài phun nước ở trung tâm. Nước cho khu vườn chảy theo các thác nước qua các kênh từ Sukh Niwas và từ các kênh thác nước gọi là "chini khana niches" có nguồn gốc từ sân thượng của Mandir Jai.
Cổng Tripolia
Cổng Tripolia có nghĩa là ba cổng. Đó là một lối vào cung điện từ phía tây. Nó mở theo ba hướng, một cho Jaleb Chowk, một cho Man Singh Palace và thứ ba cho Zenana Deorhi về phía nam.
Cổng Lion
Cổng Lion, cổng trước, đã từng là một cửa ngõ được bảo vệ; nó dẫn đến các khu riêng tư trong cung điện và có tiêu đề 'Lion Gate' biểu thị cho sức mạnh. Được xây dựng dưới thời trị vì của Sawai Jai Singh (1699-1743), nó được bao phủ bởi những bức bích họa; sự liên kết của nó là ngoằn ngoèo, có thể được thực hiện như vậy từ các cân nhắc về an ninh để tấn công kẻ xâm nhập.

### Sân thứ tư
Sân thứ tư là nơi mà các Zenana (phụ nữ gia đình hoàng gia, kể cả các phi tần hay hoàng hậu) đã sống. Sân này có nhiều phòng ở, nơi các hoàng hậu cư trú và nơi viếng thăm của vua.
Các bà mẹ của hoàng hậu và những người phối ngẫu của Raja sống trong khu vực này của cung điện ở Zanani Deorhi, nơi cũng có các nữ hầu cận của họ. Các bà mẹ nữ hoàng đã quan tâm sâu sắc đến việc xây dựng đền thờ tại thị trấn Amer.
Jas Mandir, một đại sảnh để yết kiến riêng với thủy tinh chạm khắc hoa và và khắc ngọc thạch, cũng nằm trong sân này.

## Bảo tồn
Sáu pháo đài của Rajasthan, cụ thể là pháo đài Amber, pháo đài Chittor, pháo đài Gagron, pháo đài Jaisalmer, pháo đài Kumbhalgarh và pháo đài Ranthambore được đưa vào danh sách Di sản thế giới của UNESCO trong cuộc họp lần thứ 37 của Uỷ ban Di sản Thế giới tại Phnôm Pênh vào tháng 6 năm 2013. Chúng được công nhận là một tài sản văn hóa và những ví dụ về kiến trúc đồi quân sự Rajput.
Thị trấn Amer, một điểm đến không thể thiếu của cung điện Amer, hiện nay là một thị trấn di sản với nền kinh tế phụ thuộc vào lượng du khách lớn (4.000 đến 5.000 người/ngày trong mùa du lịch cao điểm). Thị trấn này trải rộng trên diện tích 4 km² và có mười tám ngôi đền, ba nhà thờ Jain và ba giáo đường Hồi giáo. Nó đã được liệt kê bởi Quỹ Tưởng niệm Thế giới (WMF) là một trong 100 địa điểm có nguy cơ biến mất trên thế giới; quỹ bảo tồn được cấp bởi Roberts Willson Challenge Grant. Đến năm 2005, có khoảng 87 con voi sống trong khuôn viên của pháo đài, nhưng một số đã bị cho là bị suy dinh dưỡng.
Các công trình bảo tồn đã được thực hiện tại cung điện Amer với chi phí là 40 crores Rs (8.88 triệu đô la Mỹ) bởi Cơ quan Quản lý và Phát triển Amer (ADMA). Tuy nhiên, các công trình đổi mới đã là chủ đề tranh luận và phê bình mãnh liệt về sự phù hợp của chúng để bảo tồn và duy trì tính lịch sử và các đặc điểm kiến trúc của các công trình cổ kính. Một vấn đề khác đã được nêu ra là thương mại hoá nơi này.
Một đơn vị quay phim tại Pháo đài Amer đã phá hủy mái vòm 500 tuổi, phá hủy mái nhà đá vôi của Chand Mahal. Tòa án Jaipur của Tòa án tối cao Rajasthan đã can thiệp và ngăn chặn việc quay phim với phê bình rằng "thật không may, không chỉ giới chức công quyền mà còn đặc biệt là các nhà chức trách đã trở nên mù quáng, điếc và câm bằng tiền. Những di tích lịch sử được bảo vệ đã trở thành nguồn thu nhập."

### Ngược đãi voi
Một vài nhóm đã dấy lên lo ngại về việc lạm dụng voi và buôn bán chúng và đã nhấn mạnh điều mà một số người cho là thực tế vô nhân đạo khi cưỡi voi lên khu phức hợp cung điện Amber. Tổ chức PETA cũng như cơ quan sở thú ở trung tâm đã đưa ra vấn đề nghiêm trọng này. Người ta cho rằng Haathi gaon (làng voi) vi phạm các biện pháp kiểm soát động vật nuôi nhốt, và một nhóm nghiên cứu của PETA đã tìm thấy những con voi bị xiềng xích, những con voi mù, bị bệnh và bị thương bị buộc phải làm việc, và những con voi bị điếc và tai bị cắt xén. Vào năm 2017, một nhà điều hành tour du lịch tại New York tuyên bố họ sẽ sử dụng xe Jeeps thay vì voi cho chuyến đi đến Pháo đài Amber, nói rằng "Không đáng để tán thành... một số hành động ngược đãi động vật."

## Hình ảnh

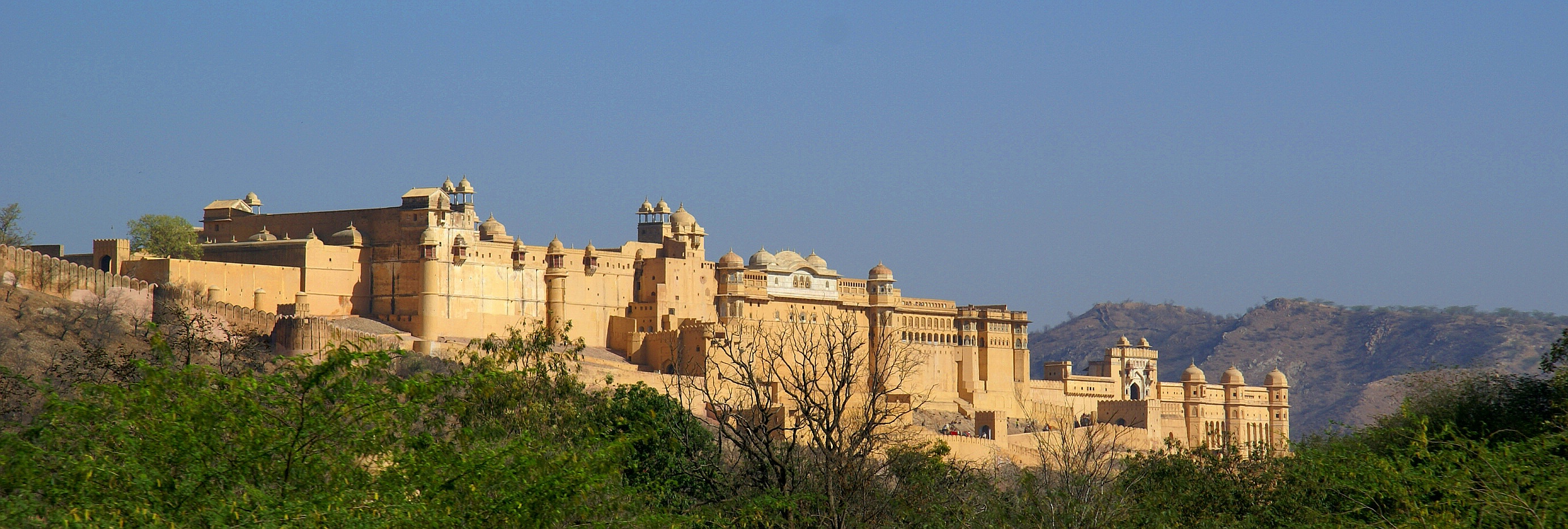
Bình minh của pháo đài Amer từ bên kia đường.

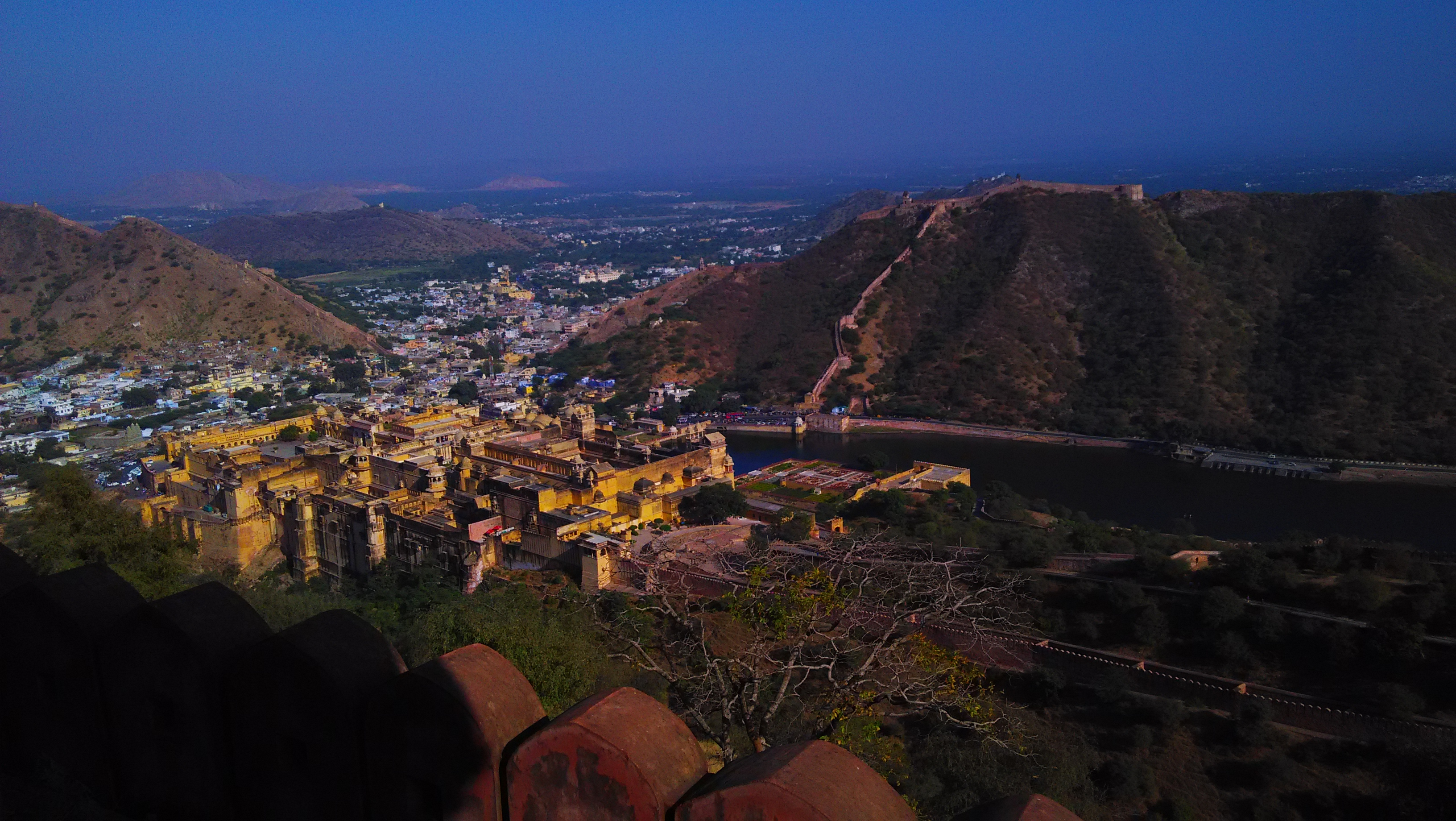
Cung điện Amber trên Đồi, Amber
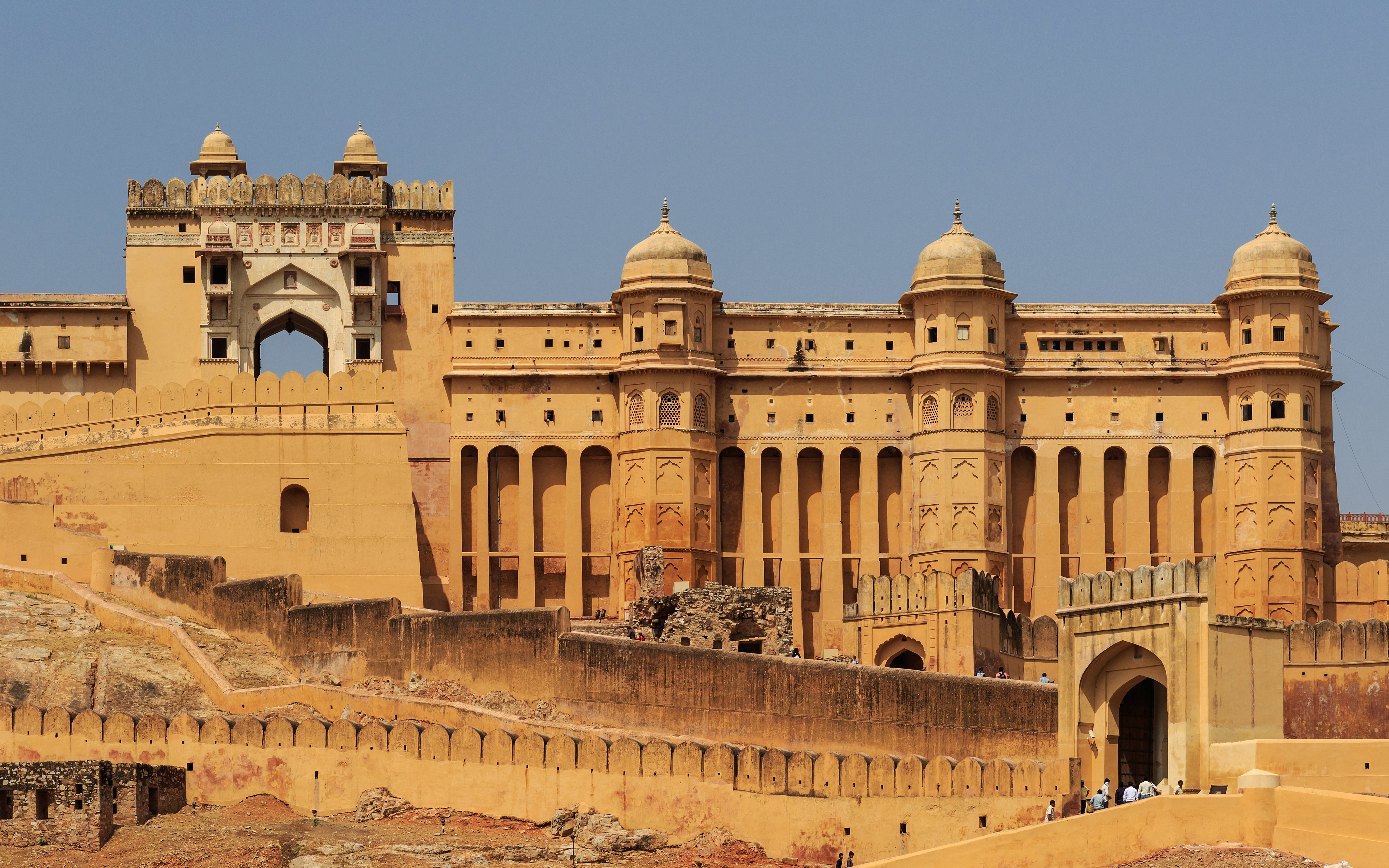
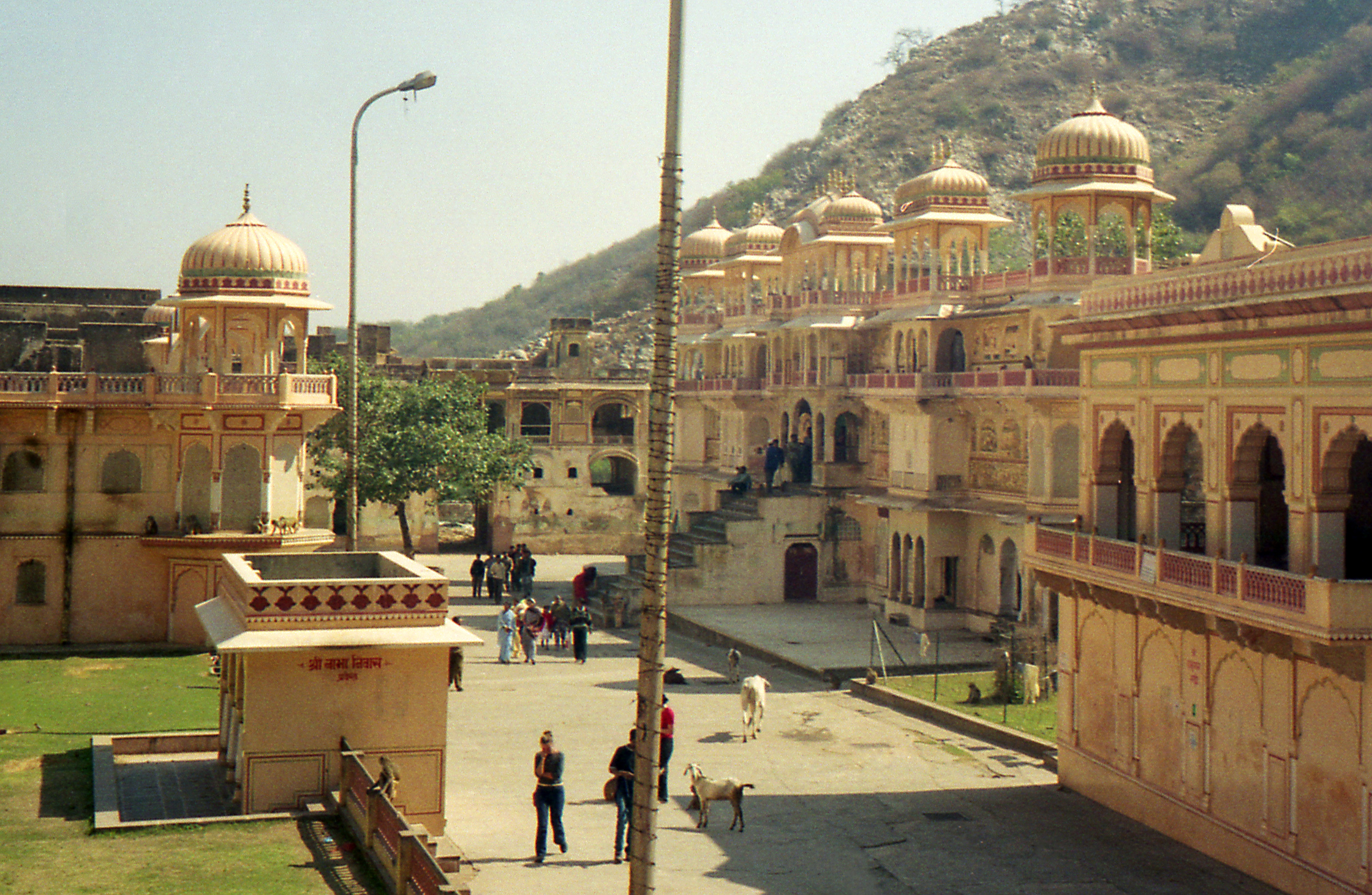
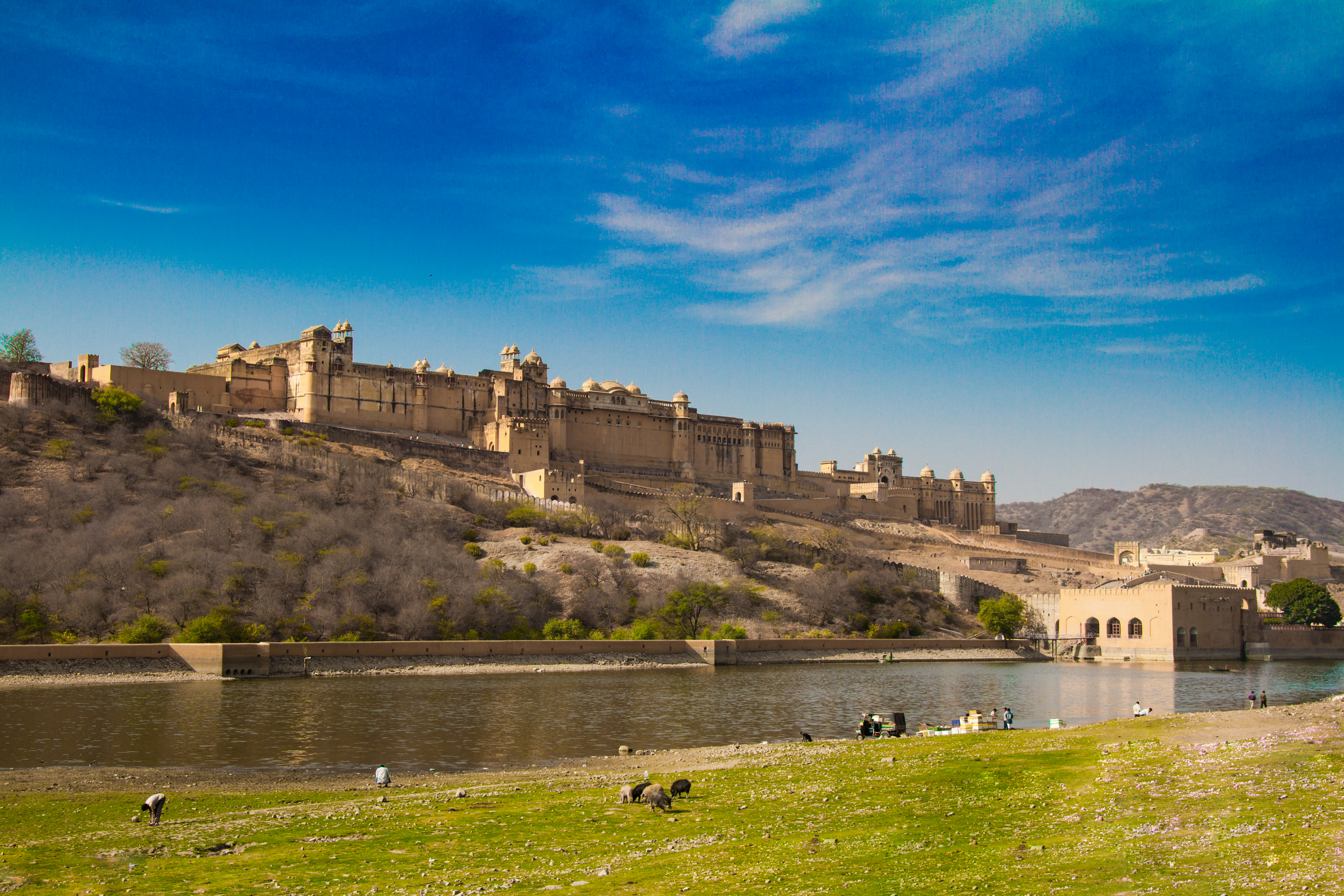
Cung điện Amber trên Đồi, Amber.
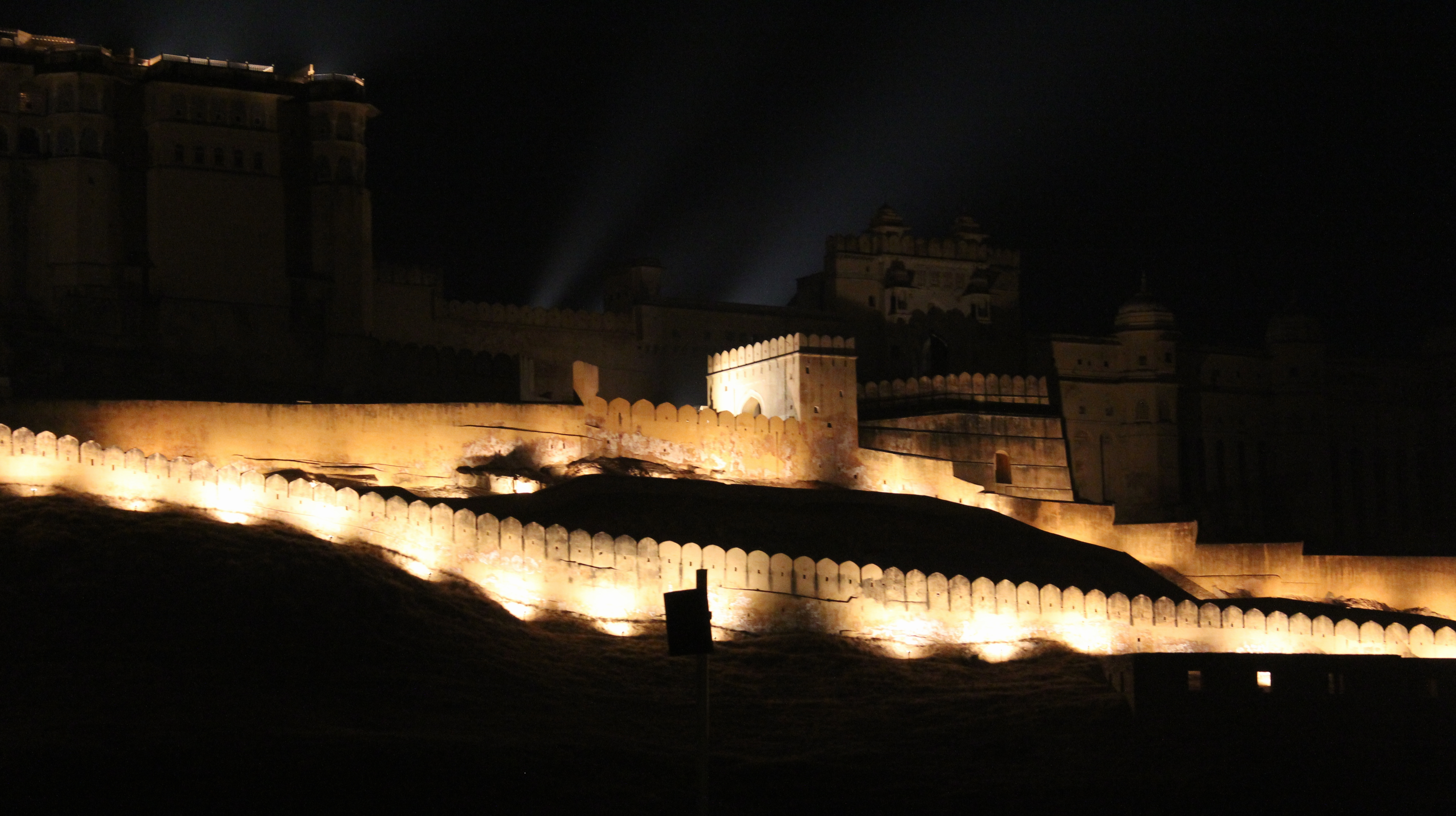
Pháo đài Amer sáng lên vào ban đêm.
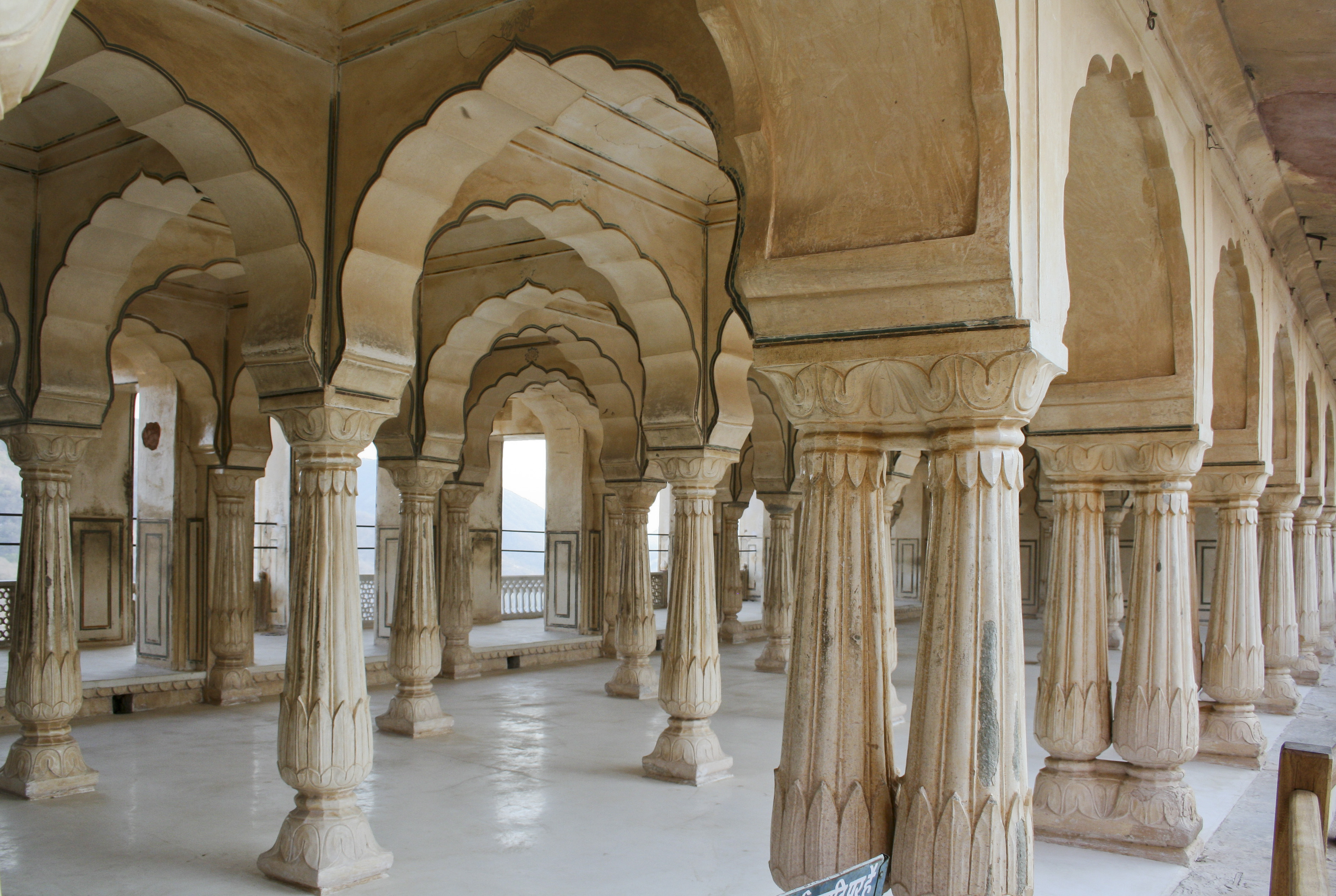
Diwan-i-Aam với 27 trụ cột.
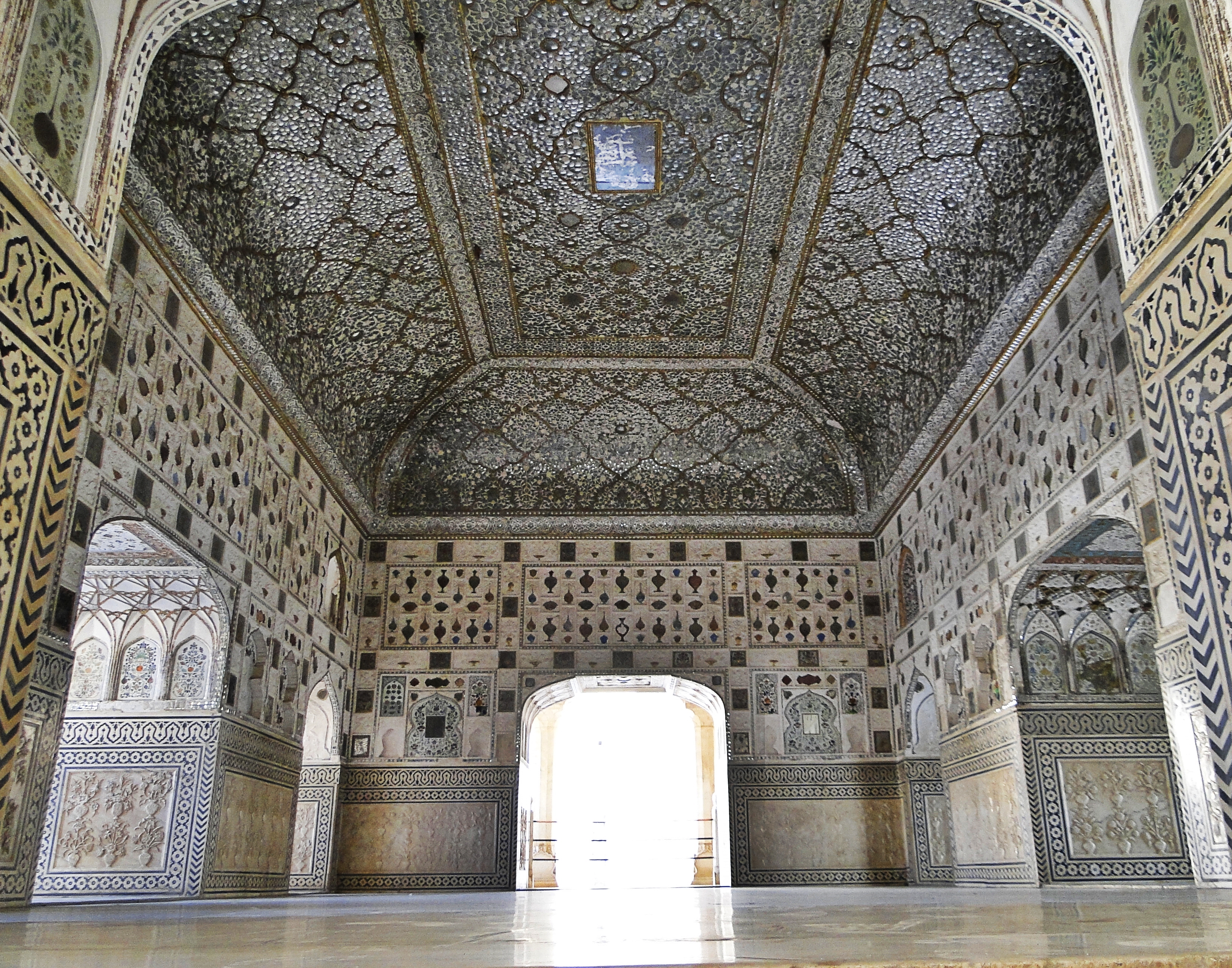
Sheesh Mahal
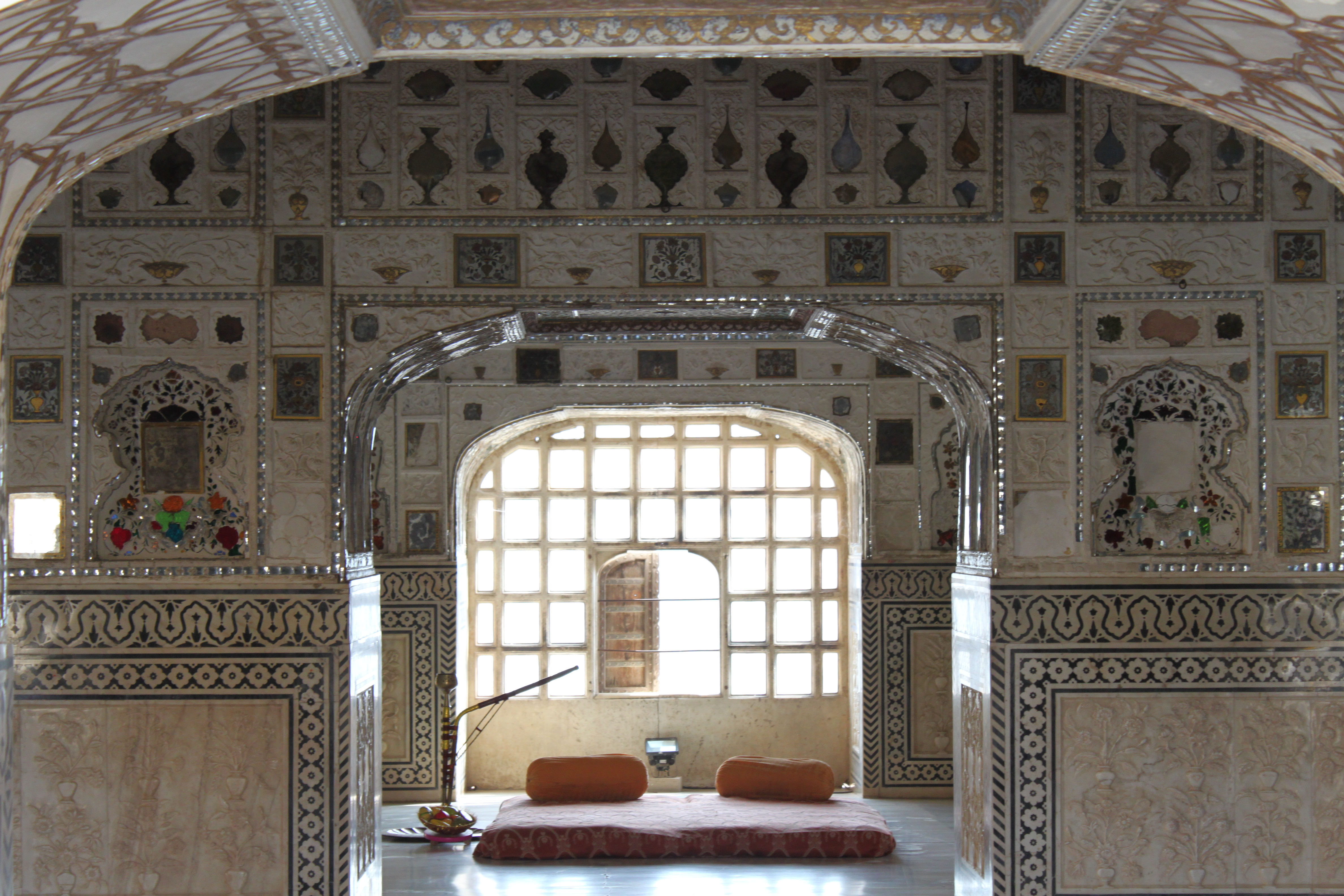
Sân thứ hai của pháo đài.